# Referendum a San Marino del 2019
I referendum sammarinesi del 2019 sono state due consultazioni referendarie tenutesi a San Marino il 2 giugno 2019.

## Affluenza alle urne
Gli elettori aventi diritto al voto, al 2 giugno 2019, sono in totale 34.458, di cui 15.538 maschi e 18.920 femmine. Gli elettori interni sono 22.661 mentre gli esteri sono 11.797.
|                     | TOTALE | PERCENTUALE % | PERCENTUALE %       |
| ------------------- | ------ | ------------- | ------------------- |
| Iscritti alle liste | 34.458 | 100,00%       | SUL TOTALE ELETTORI |
| Votanti             | 14.464 | 41,98%        | SUL TOTALE ELETTORI |
| Astenuti            | 19.994 | 58,02%        | SUL TOTALE ELETTORI |

## Quesiti

### Primo quesito
- Colore scheda: azzurro
- Titolo: Referendum propositivo per la modifica della legge elettorale
- Descrizione: Introduzione della possibilità di formare nuove coalizioni di governo in seguito al primo turno di votazione, qualora nessuna coalizione abbia raggiunto la maggioranza assoluta dei voti, al fine di evitare il secondo turno di ballottaggio.  Il quesito sarà:[4]

«Volete voi che nella Legge Qualificata 11 Maggio 2007 n. 1 (Disposizioni per la valorizzazione della volontà dei cittadini e per la parità in materia di elezioni e campagne elettorali) siano introdotte le seguenti modifiche: che, nel caso in cui nessuna coalizione o lista abbia raggiunto al primo turno il risultato da cui la legge qualificata fa dipendere la proclamazione del vincitore delle elezioni, la Reggenza conferisca alla coalizione o lista che abbia raggiunto la maggioranza relativa dei voti un mandato di 15 giorni al fine di formare una maggioranza attraverso l'accordo con altra lista o coalizione che abbia ottenuto seggi nel Consiglio Grande e Generale; che, nel caso il primo tentativo abbia esito negativo, la Reggenza conferisca un secondo mandato, con le stesse finalità e le stesse modalità del precedente, alla coalizione o lista che sia arrivata seconda nella consultazione elettorale; che qualora anche il secondo tentativo abbia esito negativo, si debba tornare al voto con il ballottaggio fra le due coalizioni o liste maggiormente votate, come prevede l'attuale normativa e con le conseguenze da essa contemplate?»

| Preferenza                                                                | Voti   | %      |
| ------------------------------------------------------------------------- | ------ | ------ |
| Sì                                                                        | 8 554  | 60,58% |
| No                                                                        | 5 566  | 39,42% |
| Totale Voti validi                                                        | 14 120 |        |
| Schede bianche                                                            | 181    |        |
| Voti nulli                                                                | 163    |        |
| Totale votanti / affluenza                                                | 14 464 | 41,98% |
| Aventi diritto voto                                                       | 34 458 |        |
| Fonte:Referendum 2019 Archiviato il 1º novembre 2019 in Internet Archive. |        |        |

### Secondo quesito
- Colore scheda: giallo
- Titolo: Referendum confermativo della Legge di Revisione Costituzionale 28 marzo 2019
- Descrizione: Conferma dell'introduzione del divieto di discriminazione in base all'orientamento sessuale all'articolo 4 della Dichiarazione dei Diritti dei Cittadini e dei Principi Fondamentali dell’Ordinamento Sammarinese. Il quesito sarà:[5]

«Confermate la Legge di Revisione Costituzionale 28 marzo 2019 n. 1 “Modifica all'articolo 4 della Legge 8 luglio 1974 n. 59 e successive modifiche - Dichiarazione dei Diritti dei Cittadini e dei Principi Fondamentali dell'Ordinamento Sammarinese”?»
| Preferenza                                                                | Voti   | %      |
| ------------------------------------------------------------------------- | ------ | ------ |
| Sì                                                                        | 10 016 | 71,50% |
| No                                                                        | 3 392  | 28,50% |
| Totale Voti validi                                                        | 14 008 |        |
| Schede bianche                                                            | 302    |        |
| Voti nulli                                                                | 150    |        |
| Totale votanti / affluenza                                                | 14 464 | 41,98% |
| Aventi diritto voto                                                       | 34 458 |        |
| Fonte:Referendum 2019 Archiviato il 1º novembre 2019 in Internet Archive. |        |        |